# Casa de Miguel Meliveo Muñoz
La Casa Meliveo es un edificio de estilo modernista del Ensanche Modernista de la ciudad española de Melilla. Está situado en la calle General Pareja, 2, y forma parte del Conjunto Histórico Artístico de la Ciudad de Melilla, un Bien de Interés Cultural. 

## Historia

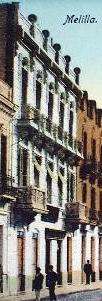

Concedido el 28 de febrero de 1910 el solar 121 del Barrio Reina Victoria a Samuel J. Salama, este construye en 1910 un inmueble de planta baja, comercios y principal, viviendas, según proyecto, del 22 de ingeniero militar Eusebio Redondo Ballester y tras ser adquirido por el dentista de la guarnición, Miguel Meliveo Muñoz, en febrero de 1920 según proyecto del arquitecto Enrique Nieto del 14 de febrero se amplía con una nueva planta y se trasladan la escalera y el patio.

## Descripción

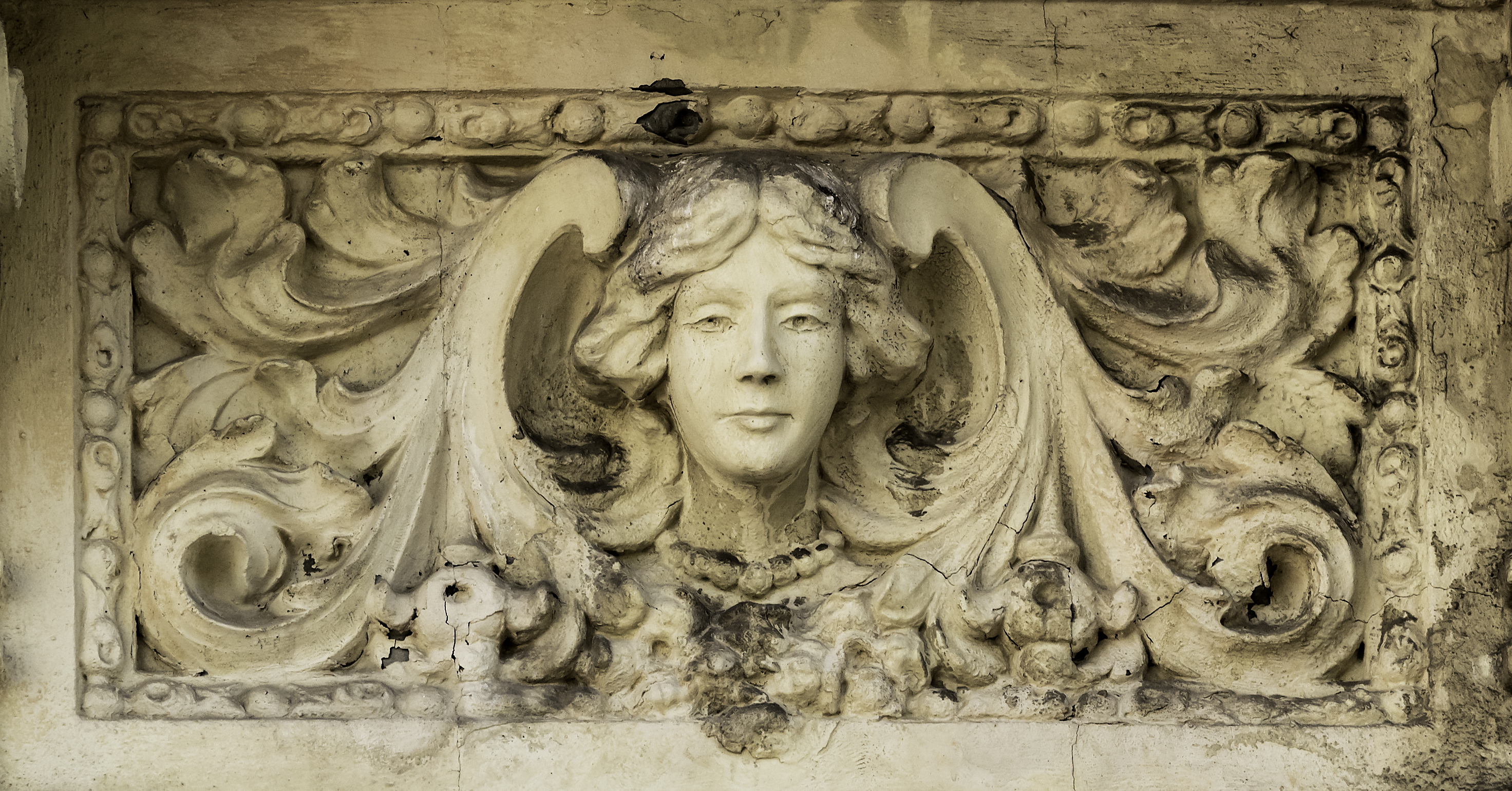
Alto relieve sobre ventana, primer piso.

Es una obra representativa del modernismo secesionista, en la que destaca la combinación de la ornamentación verticalista con elementos geométricos. 
Está construido con muros piedra local y ladrillo macizo, que sustentan bovedillas del mismo ladrillo. Cuenta con planta baja y dos sobre esta.
Su única fachada cuenta con cinco vanos por planta, su planta baja está muy reformada, de arcos de carpanel en un principio, la principal cuenta con un balcón en cada extremo, originalmente de fábrica, bellamente decorado y en el medio ventanas, mientras la primera cuenta con balcones, todos ellos con pilastras y bellas rejas, hoy perdidas. Los vanos están enmarcados con molduras en todas sus ventanas, bustos de mujeres en el primer piso, sobre un paramento con líneas horizontales.
Todo culmina en una cornisa moldurada sostenida por ménsulas y en el pretil, que alterna muros rectos con frontones curvos, entre los seis pináculos.
Repite el mismo esquema decorativo que la derribada Casa de J. Barciela, del mismo Nieto de 1914.